# 海洋铁路
海洋铁路，也称“如东铁路”，从新长铁路与宁启铁路的海安站，至洋口港，经过江苏省的海安、如皋、如东三县市，为洋口港集疏运体系配套工程。由新长铁路公司统一经营管理。全长77公里，单线。沿线设西场站、栟茶站、如东站、如东洋口港临港工业区北渔站。预留袁庄、小洋口站。设计时速120公里每小时。

## 历史
铁道部和如东县人民政府投资18.30亿元。2008年10月28日前期开工。2009年3月全线开工建设。于2012年底建成竣工，总投资20.11亿元。2013年年底通过中国铁路总公司上海铁路局的竣工验收。2014年的1月16日正式开通。
二期工程北延至太阳岛，南延至宁启线吕四站（称“洋吕铁路”）相接。